# Amauris crawshayi
Amauris crawshayi är en fjärilsart som beskrevs av Butler 1896. Amauris crawshayi ingår i släktet Amauris och familjen praktfjärilar. Inga underarter finns listade i Catalogue of Life.